# Penhas da Saúde

Penhas da Saúde é uma localidade no município da Covilhã, Portugal. Esta aldeia de montanha está localizada no coração da Serra da Estrela, agraciada com um belo cenário montanhoso, a uma altitude de 1.500 metros. É principalmente um resort de inverno.
Pertence à rede de Aldeias de Montanha.

## História
No começo do século XX, acreditava-se no efeito terapêutico dos ares da Serra da Estrela na cura dos tísicos e de outras doenças respiratórias. Há uma placa no local: "Ano de 1899 - Inaugurada a 1.ª Casa de Saúde para tuberculosos em Portugal, devido aos esforços extraordinários e perseverantes de A. César Henriques".
Foi construído no local o Sanatório dos Ferroviários.

## Recanto de inverno
A localidade de Penhas da Saúde possui o Hotel Serra da Estrela, chalés de montanha, uma pousada da juventude e mais à frente a Pousada Serra da Estrela. Está a cerca de 10 minutos da Estância de Esqui Vodafone. Pouco abaixo da localidade e mais próximo do centro da cidade, situa-se a estalagem Varanda dos Carqueijais.

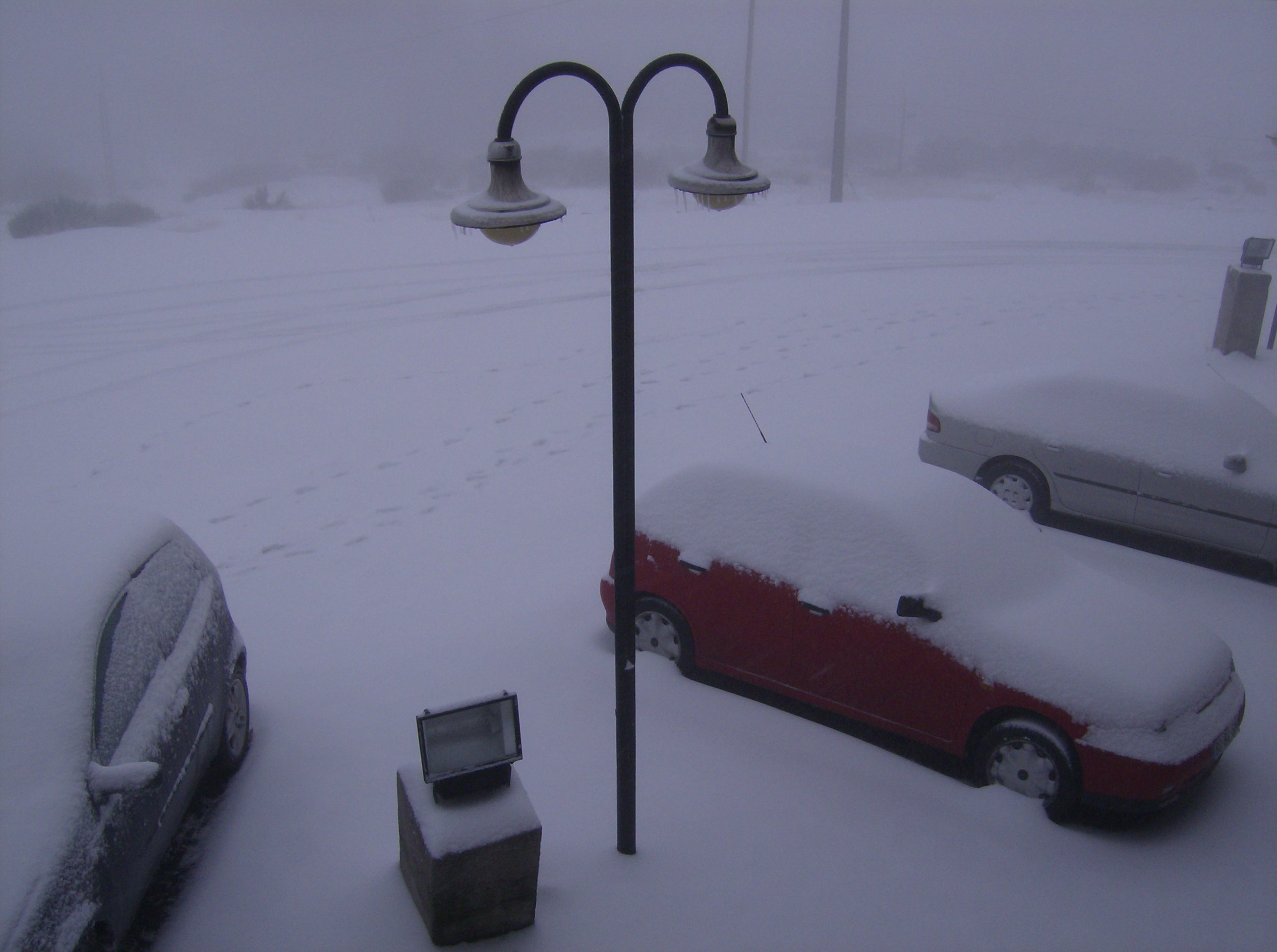
Nevão nas Penhas da Saúde.

A Estância de Esqui Vodafone está localizada próximo da Torre, o ponto mais elevado de Portugal continental, no município de Seia, no Parque Natural da Serra da Estrela, a uma altitude de 1993 metros. Coberta por um manto de neve de dezembro a Abril, auxiliada também por canhões que produzem neve artificial, a estância de esqui possui infraestruturas para a prática de desportos de inverno e modernas telecadeiras. Equipamentos para a prática de esqui e snowboard podem ser alugados no local.

## Geografia

### Clima
O local possui um clima mediterrânico (Csb, de acordo com a classificação climática de Köppen-Geiger), com influência continental (Dsb). Possui verões amenos e invernos frios e com ocorrências de neve, por vezes abundantes. Há uma curta estação seca no Verão, mas o clima na localidade é bastante úmido. O mês mais quente é Agosto, com uma temperatura média de 16,5 °C, enquanto o mês mais frio é Janeiro, com média de 1,6 °C. A temperatura média anual é de 7,8 °C e a precipitação média anual é de 1 710 mm.
| Dados climatológicos para Penhas da Saúde, Covilhã | Dados climatológicos para Penhas da Saúde, Covilhã | Dados climatológicos para Penhas da Saúde, Covilhã | Dados climatológicos para Penhas da Saúde, Covilhã | Dados climatológicos para Penhas da Saúde, Covilhã | Dados climatológicos para Penhas da Saúde, Covilhã | Dados climatológicos para Penhas da Saúde, Covilhã | Dados climatológicos para Penhas da Saúde, Covilhã | Dados climatológicos para Penhas da Saúde, Covilhã | Dados climatológicos para Penhas da Saúde, Covilhã | Dados climatológicos para Penhas da Saúde, Covilhã | Dados climatológicos para Penhas da Saúde, Covilhã | Dados climatológicos para Penhas da Saúde, Covilhã | Dados climatológicos para Penhas da Saúde, Covilhã |
| Mês                                                | Jan                                                | Fev                                                | Mar                                                | Abr                                                | Mai                                                | Jun                                                | Jul                                                | Ago                                                | Set                                                | Out                                                | Nov                                                | Dez                                                | Ano                                                |
| -------------------------------------------------- | -------------------------------------------------- | -------------------------------------------------- | -------------------------------------------------- | -------------------------------------------------- | -------------------------------------------------- | -------------------------------------------------- | -------------------------------------------------- | -------------------------------------------------- | -------------------------------------------------- | -------------------------------------------------- | -------------------------------------------------- | -------------------------------------------------- | -------------------------------------------------- |
| Temperatura máxima média (°C)                      | 4,4                                                | 5,0                                                | 6,4                                                | 8,8                                                | 11,5                                               | 17,2                                               | 20,8                                               | 21,1                                               | 17,3                                               | 12,1                                               | 7,1                                                | 4,8                                                | 11,4                                               |
| Temperatura média (°C)                             | 1,6                                                | 2,0                                                | 3,2                                                | 5,2                                                | 7,8                                                | 12,9                                               | 16,1                                               | 16,5                                               | 13,3                                               | 8,9                                                | 4,3                                                | 2,1                                                | 7,8                                                |
| Temperatura mínima média (°C)                      | −1,1                                               | −1,0                                               | 0,1                                                | 1,7                                                | 4,1                                                | 8,7                                                | 11,4                                               | 11,9                                               | 9,4                                                | 5,8                                                | 1,5                                                | −0,6                                               | 4,4                                                |
| Precipitação (mm)                                  | 261                                                | 237                                                | 182                                                | 131                                                | 116                                                | 83                                                 | 22                                                 | 18                                                 | 67                                                 | 161                                                | 234                                                | 198                                                | 1 710                                              |
| Fonte: Climate Data 03 de Setembro de 2013         |                                                    |                                                    |                                                    |                                                    |                                                    |                                                    |                                                    |                                                    |                                                    |                                                    |                                                    |                                                    |                                                    |